# 印度棘茄鱼
印度棘茄鱼（学名：Halieutaea indica）为輻鰭魚綱鮟鱇目棘茄魚亞目棘茄魚科棘茄鱼属的鱼类，分布于印度西太平洋區，從印度到新几内亚西海岸以及西沙群岛海域等，属于底层杂鱼，棲息深度可達100公尺，體長可達15公分，其一般生活于较深海域，生活習性不明。
其种加词“indica”意为“印度的”。